# Климовск
Климовск (рус. Климовск) град је у Русији у Московској области. Према попису становништва из 2010. у граду је живело 56.113 становника.

## Становништво
Према прелиминарним подацима са пописа, у граду је 2010. живело 56.113 становника, 469 (0,84%) више него 2002.
| 1939.  | 1959.  | 1970.  | 1979.  | 1989.  | 2002.  | 2010.  |
| ------ | ------ | ------ | ------ | ------ | ------ | ------ |
| 10.913 | 29.478 | 42.856 | 53.926 | 56.720 | 55.644 | 56.186 |

## Градови побратими
- Новочебоксарск
- Ихтиман